# Justin Masterson
Justin Daniel Masterson, ameriški bejzbolist, * 22. marec 1985, Kingston, Jamajka.
Masterson je poklicni metalec in je trenutno član ekipe Cleveland Indians.
Postal je prvi metalec ekipe Boston Red Sox po odprtju Fenway Parka leta 1912, ki je svoje prve štiri tekme začel na omenjenem stadionu in jih tudi zmagal.

## Zgodnje življenje
Masterson je bil rojen v mestu Kingston, prestolnici Jamajke. Tamkaj je njegov oče bil zaposlen kot dekan na Jamajškem teološkem semenišču. Nekaj let zatem se je Masterson preselil v mesto Fort Wayne v zvezni državi Indiana, ZDA. V mestu Beavercreek v zvezni državi Ohio je obiskoval tamkajšnjo srednjo šolo, kjer se je seznanil z igro bejzbola kot lovilec, metalec in igralec prve baze. Njegova mati še danes uči v osnovni šoli v mestu, njegov oče pa je dušni pastir.

## Univerzitetna kariera
Masterson je najprej obiskoval Bethel College v mestu Mishawaka v zvezni državi Indiana in tam bil začetni metalec lokalne ekipe. Navkljub temu je med njegovim drugim letom v univerzi odbil kar 10 domačih tekov. Nato se je prepisal na univerzo San Diego State University in tam postal član razbremenilskega kadra. V Cape Cod Baseball League je v letu 2005 zaključil 10 tekem za ekipo Wareham in predajal po 1,15 teka.

## Poklicna kariera

### Boston Red Sox
Masterson je bil izbran v drugem krogu nabora lige MLB leta 2006 s strani ekipe Boston Red Sox. V nabor je vstopil kot 64. ocenjeni igralec s strani Baseball America.
Pogodbo z nižjimi podružnicami organizacije je podpisal s posredovanjem Dana Madsena in je v svojem obdobju z ekipo Lowell Spinners bil tako začetni metalec kakor razbremenilec. V letu 2007 je bil povišan iz ekipe Lancaster JetHawks k ekipi na stopnji Double-A, Portland Sea Dogs. Mastersonovih 12 zmag v tisti sezoni je bil drugi največji izkupiček med vsemi člani nižjih podružnic organizacije Boston Red Sox.
Po tem, ko se je pridružil ekipi v Portlandu, je dejal: "Vedno sem bilj dovolj samozavesten, da lahko postanem odličen metalec. Šel sem v manjšo šolo in se tam dokazal, in ne glede na to, kakšno pot si izberem, da pridem v ligo MLB, bom zadovoljen, ko mi to končno uspe."
Leta 2006 je bil imenovan na seznam vseh zvezd na njegovi kratkosezonski stopnji s strani ocenjevalcev Baseball America. Masterson je nato spet postal začetni metalec zgodaj v letu 2007 po razbremenilskem obdobju v Lowellu.
Ekipa ga je zgodaj v letu 2008 povabila k njihovem spomladanskem uigravanju. 24. aprila 2008 je svoj prvi nastop doživel proti ekipi Los Angeles Angels of Anaheim, potem ko je bil vpoklican po izrednem stanju v ekipi. V 6 menjavah je dovolil le tek. Po tekmi je bil takoj poslan nazaj v Portland. 20. maja je nato nastopil še drugič in v 6,3 menjave dovolil tri udarce v polje in tek s tremi prostimi prehodi na bazo in pet izločitvami z udarci ter svojo prvo zmago.
Po petih začetih tekmah je ekipa oznanila, da bo v ligi MLB zagotovo ostal do povratka Daisukeja Matsuzake po poškodbi, saj si je Bartolo Colón poškodoval hrbet. 7. julija 2008 je bil poslan nazaj v Pawtucket. Upravnik Terry Francona je izjavil, da zato, da bo lahko izvedel prehod v razbremenilski kader. Masterson je bil ponovno vpoklican 20. julija po poškodbi Davida Aardsme
V njegovem prvem nastopu v vlogi razbremenilca je izgledal dobro in v 2,6 menjave ni dovolil teka.
Masterson je v končnici prvič zmagal v 5. tekmi Serije za ameriško ligo proti ekipi Tampa Bay Rays po tem, ko v 9. menjavi ni dovolil teka za končni izid 8:7.

### Cleveland Indians
31. julija 2009 je Masterson bil skupaj z Nickom Hagadonejem in Bryanom Priceom poslan k ekipi Cleveland Indians v zameno za Victorja Martineza.
Masterson je 9. junija 2010 zaključil svojo prvo celotno tekmo brez predanega teka proti njegovi bivši ekipi iz Bostona. Na celi tekmi je predal le 2 udarca v polje.
Po zaključku sezone 2011, v kateri je zbral 12 zmag, 10 porazov, dovoljeval 3,21 teka in metal v 216 menjavah, je Masterson odšel na operacijo, v kateri je zdravnik popravil njegove strgane ramenske vezi (ramena roke, s katero ne meče). Operacija je bila potrebna zaradi poškodbe, ki jo je utrpel leta 2007 kot član ekipe Boston Red Sox.
5. aprila 2012 je Masterson bil začetni metalec na Dnevu odprtja lige MLB proti ekipi Toronto Blue Jays. Tekma je postala najdaljša v zgodovini Dneva odprtja, v 16 menjavah je Mastersonova ekipa izgubila z izidom 7:4. Masterson je v 8 menjavah dovolil 2 udarca v polje in tek ter povrhu z udarci izločil še 10 odbijalcev, a ni uspel zabeležiti zmage.

## Igralski profil

### Splošno
Masterson je desničar in nosi številko 63. V višino meri 1,98 metra in tehta 120 kg.

### Zaloga metov
Masterson uporablja hitro žogo, ki jo meče s hitrostmi do 156 kilometrov na uro, drsalca, občasnega spremenljivca in predvsem pogreznika. Večina se strinja, da je njegov najboljši met prav slednji s svojim velikim pogrezom. Pri svoji hitri žogi uporablja široko paleto različnih hitrosti in nagibov. Njegov drsalec doseže okrog 130 kilometrov na uro, spremenljivec pa med 125 in 130 kilometrov na uro. Svoj pogreznik meče pri zelo različnih hitrostih, od povprečnih 135 kilometrov na uro do za pogreznika zelo visokih 150 kilometrov na uro, s čimer včasih precej preseneti nasprotnikove odbijalce.

### Tehnika metanja
Masterson uporablja tričetrtinski način meta, kateremu doda drsalni gib. Nekateri ga pri tem primerjajo z Dennisom Eckersleyem.

## Zasebno življenje
Masterson se je 3. novembra 2007 poročil z Meryl Ham.
Med njegovim obdobjem z ekipo Boston Red Sox je na igrišče vstopal ob pesmi skupine Skillet "Rebirthing".
Masterson je kristjan in pogosto govori o pomenu Boga v njegovem življenju. Junija 2009 je nagovoril zbrane v Pentagonu ob njihovi tedenski molitvi ob zajtrku.